# 가나하시역
가나하시역(일본어: 金橋駅, かなはしえき)은 일본 나라현 가시하라시에 있는 서일본 여객철도의 철도역이다.

## 역 구조
성토 상에 건설된, 단식 승강장 1면 1선 형태의 지상역이다. 오지 철도부 관할권에 있는 무인역이다.
이코카 및 제휴 교통카드의 사용이 가능하다.

## 역사
- 1913년 4월 21일 - 사쿠라이 선 우네비 역 ~ 다카다 역 사이에 신설 개업.
- 1987년 4월 1일 - 민영화에 따라 서일본 여객철도의 소속이 되었다.
- 2005년 3월 1일 - 이코카의 사용이 개시되었다.

## 인접역
| 서일본 여객철도 사쿠라이 선 | 서일본 여객철도 사쿠라이 선          | 서일본 여객철도 사쿠라이 선 |
| --------------------------- | ------------------------------------ | --------------------------- |
| 우네비 나라 방면            | ■ 사쿠라이 선 (만요마호로바 선) 보통 | 다카다 오지·고조 방면       |